# Sankt Pankraz
Sankt Pankraz osztrák község Felső-Ausztria Kirchdorf an der Krems-i járásában. 2019 januárjában 363 lakosa volt. 

## Elhelyezkedése

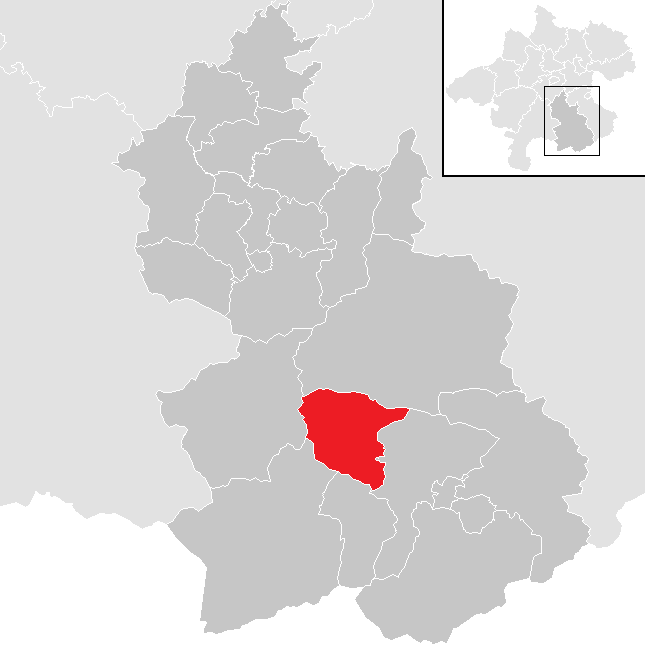
Sankt Pankraz a Kirchdorf an der Krems-i járásban

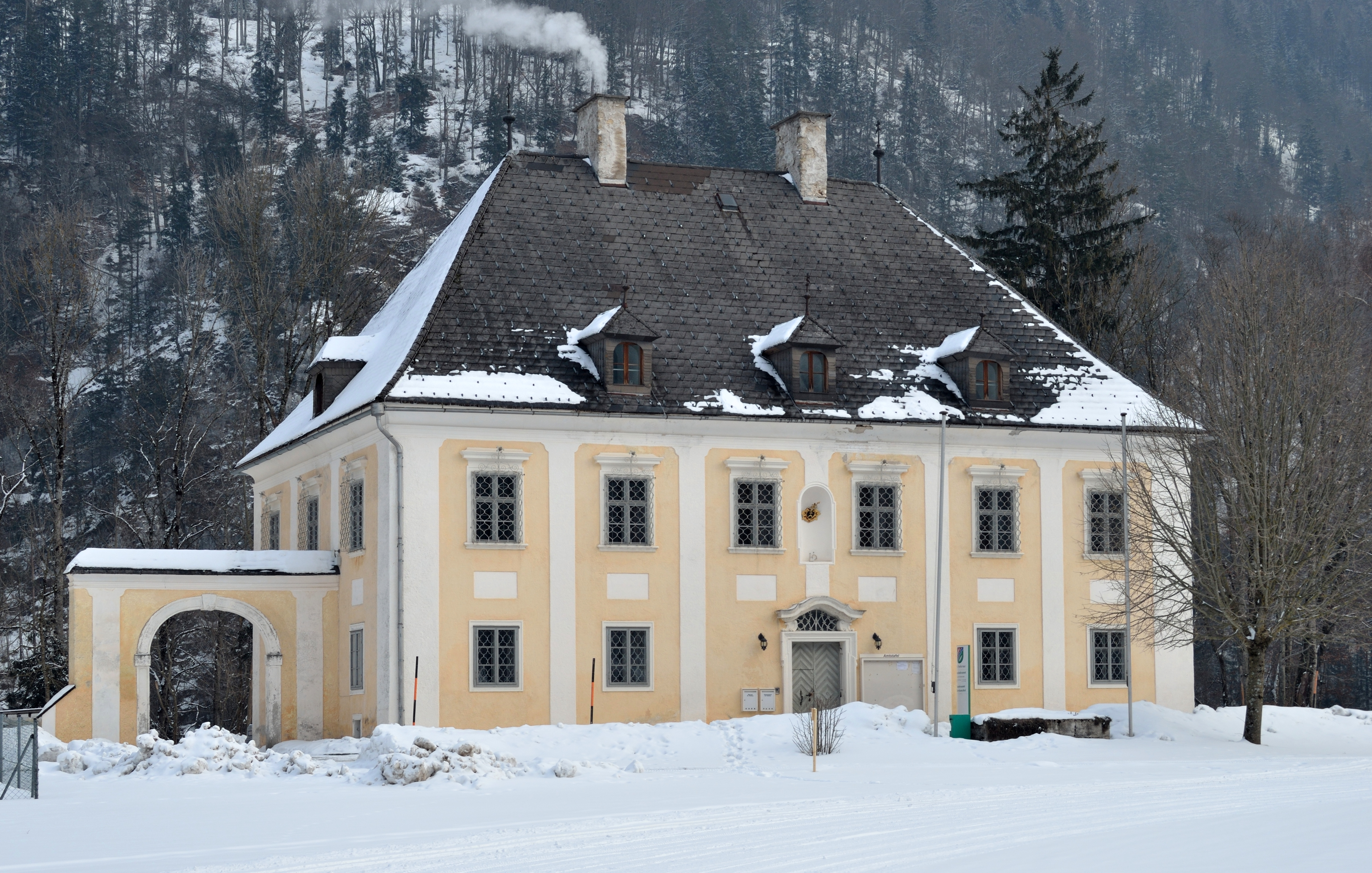
A katolikus plébánia

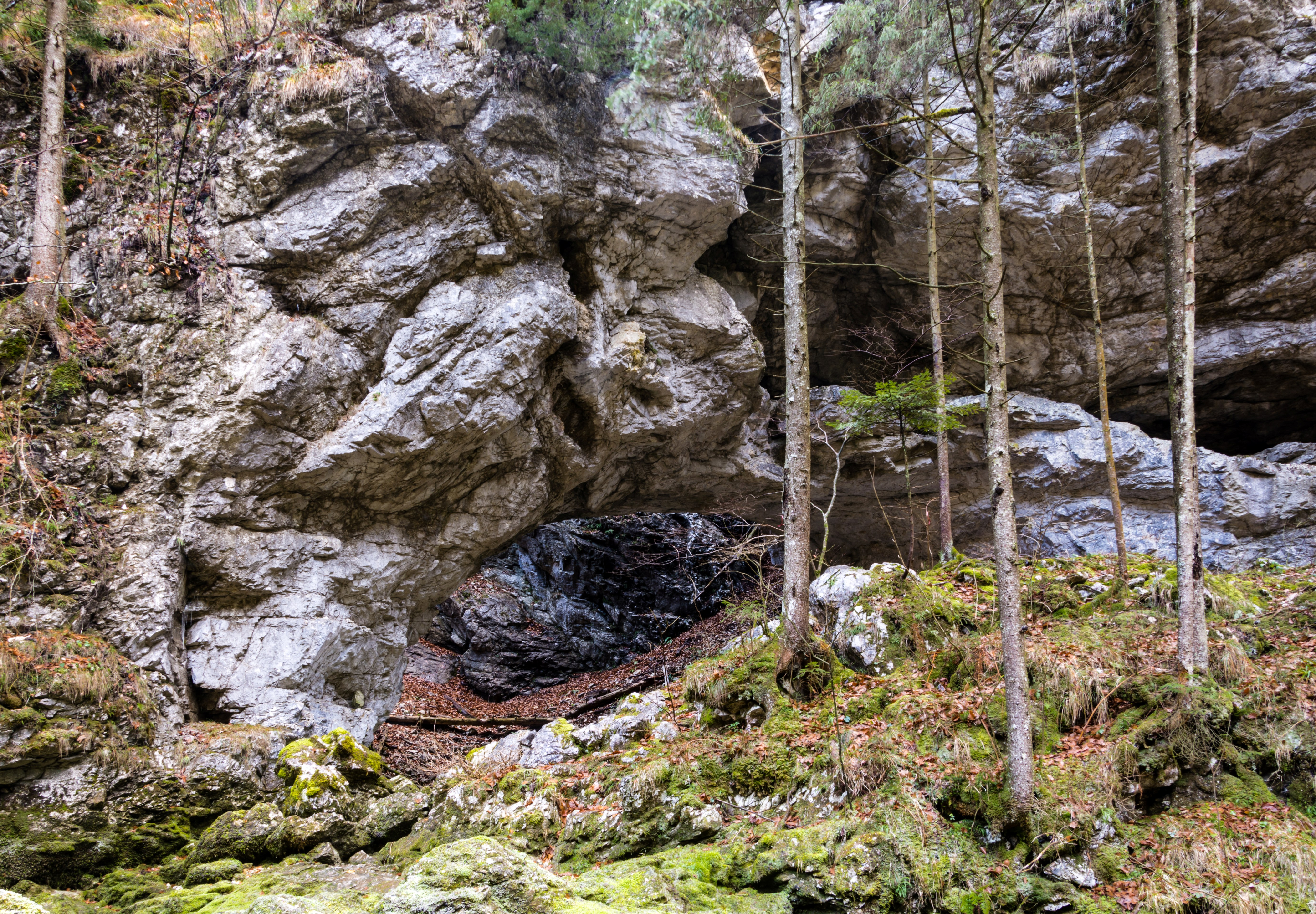
Az Ördögtemplom (Teufelskirche) természetes sziklaboltozat

Sankt Pankraz Felső-Ausztria Traunviertel régiójában fekszik a Teichl folyó mentén, a Sengsen-hegység déli lábainál. A Kalkalpen Nemzeti Park egy része hozzá tartozik. Területének 70,3%-a erdő és 8,5% áll mezőgazdasági művelés alatt. Az önkormányzat két településrészt, illetve falut egyesít: Sankt Pankraz (291 lakos 2019-ben) és Schalchgraben (72 lakos). 
A környező önkormányzatok: északkeletre Molln, keletre Roßleithen, délre Vorderstoder, délnyugatra Hinterstoder, nyugatra Klaus an der Pyhrnbahn.

## Története
St. Pankraz területe eredetileg Bajorország keleti határvidékéhez tartozott, a 12. században került az Osztrák Hercegséghez. 1490-ben az Ennsen túli Ausztria hercegségéhez sorolták. A napóleoni háborúk során több alkalommal megszállták. 1918-tól St. Pankraz Felső-Ausztria tartomány része. Miután a Német Birodalom 1938-ban annektálta Ausztriát, az Oberdonaui gauba osztották be, majd a második világháború után visszakerült Felső-Ausztriához.

## Lakosság
A Sankt Pankraz-i önkormányzat területén 2019 januárjában 363 fő élt. A lakosságszám 1961 óta 350-400 között ingadozik. 2017-ben a helybeliek 91,7%-a volt osztrák állampolgár; a külföldiek közül 2,5% a régi (2004 előtti), 2,8% az új EU-tagállamokból érkezett. 1,4% a volt Jugoszlávia (Szlovénia és Horvátország nélkül) vagy Törökország, 1,7% egyéb országok polgára volt. 2001-ben a lakosok 84,6%-a római katolikusnak, 2,1% evangélikusnak, 2,6% ortodoxnak, 8,2% pedig felekezeten kívülinek vallotta magát. Ugyanekkor 2 magyar élt a községben; a legnagyobb nemzetiségi csoportot a német (96,2%) mellett a horvátok (3,1%) alkották.
A lakosság számának változása:

| 2016 | 353 |
| 2018 | 362 |

## Látnivalók
- a Szt Pongrác-plébániatemplom késő gótikus épülete 1462-ben készült.
- az 1757-ben épült plébánia és polgármesteri hivatal
- az orvvadászat-múzeum

## Híres St. Pankraz-iak
- Hannes Trinkl (1968-) olimpiai bronzérmes alpesi síző

## Fordítás
- Ez a szócikk részben vagy egészben  a   St. Pankraz (Oberösterreich) című német Wikipédia-szócikk ezen változatának fordításán alapul.  Az eredeti cikk szerkesztőit annak laptörténete sorolja fel. Ez a jelzés csupán a megfogalmazás eredetét és a szerzői jogokat jelzi, nem szolgál a cikkben szereplő információk forrásmegjelöléseként.